# Veniamine Smekhov
Veniamine Borissovitch Smekhov (en russe : Вениамин Борисович Смехов), né le 10 août 1940 à Moscou, est un acteur, metteur en scène, écrivain, documentariste et animateur de télévision russe.

## Biographie
Veniamine Smekhov est le fils de Boris Moïsseïevitch Smekhov (1912-2010), professeur et docteur ès sciences économiques originaire de Homiel, et de son épouse Maria Lvovna, née Schwartzburg (1918-1996), médecin, chef de service dans une polyclinique. La famille vit rue Mechtchanskaïa au centre de Moscou. Veniamine est scolarisé à l'école no 235 située à Paltchikov peréoulok (Пальчиков переулок). En 1957, il est admis dans la classe de Vladimir Etouch de l'Institut d'art dramatique Boris Chtchoukine. Diplômé en 1961, sa carrière commence au Théâtre dramatique de Samara. L'année suivante, il est pris dans la troupe de Théâtre dramatique et comique de Moscou qui en 1964 deviendra le Théâtre de la Taganka sous la direction de Iouri Lioubimov. En 1985, après que Lioubimov soit déchu de sa citoyenneté soviétique à la suite de l'interview accordée au Times en 1984 et remplacé à son poste par Anatoli Efros, Smekhov quitte ce théâtre pour le Théâtre Sovremennik, il reviendra en 1987. 
Sa carrière cinématographique commence en 1968, mais la vraie popularité lui vient avec le rôle d'Athos dans D'Artagnan et les Trois Mousquetaires de Gueorgui Jungwald-Khilkevitch.

## Filmographie partielle
- 1968 :  Deux Copains de régiment de Ievgueni Karelov (ru) : baron von der Krause
- 1978 : D'Artagnan et les Trois Mousquetaires de Gueorgui Jungwald-Khilkevitch : Athos
- 1984 : Les Favoris de la lune d'Otar Iosseliani
- 2016 : Survival Game de Sarik Andreassian : Luka Sergueïevitch